# ヤーノシュ・フェレンチク
ヤーノシュ・フェレンチク（ハンガリー語: János Ferencsik、1907年1月18日 - 1984年6月12日）は、ハンガリーの指揮者。

## 経歴
生い立ち
1907年1月18日、オーストリア＝ハンガリー帝国・ブダペストに生まれた。第一次世界大戦に巻き込まれ、幼少期を貧困の中で過ごした。
10歳の頃から地元の教会オルガニストで聖歌隊の指揮者だったラヨシュ・バドロギに音楽の基礎を教わり、地元の市立歌劇場のヴァイオリン奏者のイシュトヴァーン・ホッペからヴァイオリオンを教わった。その後、国立ハンガリー音楽専門学校に進学してオルガンを学ぶとともに、ラースロー・ライタに作曲と音楽理論、アンタール・フレイシャーに指揮法を教わった。
指揮者となる
1927年にブダペスト国立歌劇場の補助指揮者となり、1930年に指揮者に昇格した。この時期には、コレペティートルに取り立てられた後輩のゲオルク・ショルティやティボール・シェーケらに指揮法を伝授している。また、1930年と1931年にはバイロイト音楽祭でブルーノ・ワルターやアルトゥーロ・トスカニーニのアシスタントを務めた。
第二次世界大戦後
1948年から1950年までウィーン国立歌劇場の常任指揮者を務め、欧米の歌劇場やオーケストラにも客演するようになったが、1953年にハンガリー国立交響楽団の音楽監督に就任し、亡くなるまでこのオーケストラの育成に努めた。同団は1923年に設立されたブダペスト市立管弦楽団を前身としており、1949年に国立化されたが、第二次世界大戦の影響で壊滅状態となっており、フェレンチクは指揮者のショモギー・ラースローとともに再建に努めた。同団とは、ヨーロッパ諸国やソ連、さらにはアメリカや日本への演奏旅行を行っている。
また、1957年からブダペスト国立歌劇場の音楽総監督、1960年から1967年までブダペスト・フィルハーモニー管弦楽団の音楽監督も兼任した。教育者としては、ブダペスト音楽院で教鞭をとり、後に名誉教授となった。
1984年、ブダペストにて死去。

## 受賞・栄典
- ハンガリー最高の国家賞であるコシュート賞を受賞[2]。

## 録音
ハンガリーの作品をロンドン・レーベルに多数録音するとともに、ブダペスト・フィルとはベートーヴェンの交響曲全集を録音した。

## 評価
ジョージ・セル、フリッツ・ライナー、ゲオルグ・ショルティといったハンガリー出身の指揮者が国際的なスターとなっていくなか、フェレンチクはあくまでブダペストを拠点として活躍した。ブダペスト国立歌劇場で交流があったゲオルグ・ショルティは、フェレンチクについて「寛大で温かな人柄はいつも変わらなかった。政治的な締め付けが厳しい困難な時代にも、ハンガリーで高い芸術水準を保ち続けた彼を私は尊敬する。それはけっして生やさしいことではなかったはずだ」と述べている。また、音楽評論家の相澤昭八郎はフェレンチクについて「知的で彫りの深い音づくりでドイツ音楽に定評があるのと同時に、バルトークやコダーイなど自国の作品に他の追随を許さない境地をもっている」と評しつつ、ハンガリー国立交響楽団について「このオーケストラがヨーロッパで一流のレベルに達したのは、フェレンチクの力に負うところが大きい」と述べている。
また、ウィーン国立歌劇場の芸術監督となったヘルベルト・フォン・カラヤンは、ヴィルヘルム・フルトヴェングラーや前任者のカール・ベームが行なったような、優秀な競争相手の排除は行わないと決意し、レベルの高い指揮者陣をウィーンに招くことにしたが、その中の1人にフェレンチクがいた。